# Força G (animação)
G-Force (br/pt: Força G) é um filme estadunidense, do gênero animação computadorizada em 3D de 2009. Escrito por Cormac e Marianne Wibberley, produzido e dirigido por Richard Donner, foi lançado nos Estados Unidos em 24 de julho de 2009 e alcançou o número 1 nas bilheterias, com US $ 30 milhões.

## Enredo
O filme gira em torno de uma equipe treinada de agentes secretos animais: Darwin, o Capitão (Sam Rockwell) (chefe de equipe), Juarez (Penélope Cruz) (artes marciais), Blaster (Tracy Morgan) (armas e transporte), Speckles, o toupeira (Nicolas Cage) (ciber inteligência), e Mooch (Dee Bradley Baker) (vigilância de alta tecnologia). A equipe assume uma missão para o FBI para deter o mau bilionário Leonard Saber, que pretende destruir o mundo com os aparelhos domésticos que possuem capacidade de se comunicar com humanos. Antes que eles possam cumprir sua missão, o governo cancela a operação e eles estão condenados a um pet shop. Darwin, Juarez, Blaster, Mooch, e seus novos amigos Hurley (Jon Favreau) e o hamster Bucky (Steve Buscemi) conseguem escapar da jaula do pet shop, apesar de Speckles ter sido acidentalmente jogada em um caminhão de lixo numa suposta tentativa de fuga.
A Força-G, em seguida, retorna ao seu identificador, Ben, que lhes fornece os meios para se infiltrar na mansão de Saber, e planta um vírus no computador que irá ativar os eletrodomésticos. Enquanto a equipe está instalando o vírus, a consequente batalha separa o grupo, deixando apenas Darwin para concluir a instalação do vírus. Ao mesmo tempo, Leonard Saber está chocado ao descobrir que seus aparelhos se tornaram máquinas de matar. Quando Darwin termina de instalar o vírus, ele descobre que Speckles, cuja casa e família tinha sido destruída pelo homem, é o mentor do plano. Speckles destrói a mansão Saber com uma maquina gigante e ameaça os humanos que ali em frente estavam. Darwin consegue convencer Speckles de que a sua nova família é o resto da equipe e Ben, que consegue encerrar o programa de eletrodomésticos.
No final do filme, as cobaias são feitos todos os agentes especiais do FBI, Saber começa a reconstruir sua mansão, e Speckles é encarregado de remover o vírus de todos os chips de produtos de Leonard Saber.

## Elenco
- Zach Galifianakis como Ben
- Kelli Garner como Marcie
- Will Arnett como Agente Chefe Kip Killian
- Gabriel Casseus como Agente Carter
- Jack Conley como Agente Trigstad
- Bill Nighy como Leonard Saber
- Mini Anden como Christie
- Tyler Patrick Jones como Connor
- Piper Mackenzie Harris como Penny
- Justin Mentell como Terrell
- Loudon Wainwright III como Vovô Goodman
- Niecy Nash como Rosalita
- Vincent De Paul como Sr. Bates (não creditado)
- Helen Tucker como Sra. Bates (não creditado)
- Arne Starr como Barney (não creditado)

### Vozes
- Sam Rockwell como Darwin
- Penelope Cruz como Juarez
- Tracy Morgan como Detonador
- Nicolas Cage como Cegueta
- Dee Bradley Baker como Mooch
- Jon Favreau como Hurley
- Steve Buscemi como Bucky
- Hoyt Yeatman IV como Rato 1
- Max Favreau como Rato 2

## Videogame
O jogo baseado no filme foi lançado para PlayStation 3, PlayStation 2, Xbox 360, Wii, PlayStation Portable, Nintendo DS e Microsoft Windows em 21 de julho de 2009. As versões para PS3 e Xbox 360 vem com óculos 3D.